# Gréoux-les-Bains
Gréoux-les-Bains település Franciaországban, Alpes-de-Haute-Provence megyében. Lakosainak száma 3088 fő (2022. január 1.). Gréoux-les-Bains Corbières, Manosque, Saint-Martin-de-Brômes, Sainte-Tulle, Valensole, Saint-Julien és Vinon-sur-Verdon községekkel határos.

## Népesség
A település népességének változása:
| Lakosok száma | 1182 | 1635 | 1718 | 2455 | 2664 | 2628 | 2634 | 2639 | 2790 | 3088 |
|               | 1968 | 1982 | 1990 | 2006 | 2013 | 2015 | 2017 | 2019 | 2020 | 2022 |